# Doug Roland
Doug Roland (* in New York City) ist ein US-amerikanischer Filmregisseur und Filmproduzent.

## Leben
Doug Roland wuchs in New York City auf. Er studierte Filmwissenschaft an der University of Wisconsin–Madison und der Film- und Fernsehfakultät der Akademie der Musischen Künste in Prag.
Er zog 2012 nach Los Angeles und drehte dort seinen Kurzfilm Jada über eine siebenjährige Obdachlose in Venice Beach. Der Film wurde ein großer Erfolg, sowohl auf diversen Filmfestivals als auch auf YouTube, wo er mehr als 18 Millionen Aufrufe erreichte. Der Film ebnete seinen weiteren Weg als Filmemacher.
2020 erschien sein Kurzfilm Feeling Through, der eine Begegnung zwischen einem obdachlosen Jugendlichen und einem Taubblinden beschreibt und teilweise auf Rolands eigenen Erfahrungen basiert. Es handelt sich um den ersten Film mit einem taubblinden Hauptdarsteller. Der Film erhielt eine Oscar-Nominierung als Bester Kurzfilm für die Oscarverleihung 2021.
Im Jahr 2022 wurde er in die Academy of Motion Picture Arts and Sciences (AMPAS) berufen, die alljährlich die Oscars vergibt.

## Filmografie
- 2006: Split (Kurzfilm)
- 2010: Kidwalker (Kurzfilm, Koregie)
- 2014: Like Riding a Bike (Dokumentar-Kurzfilm)
- 2016: Jada (Kurzfilm)
- 2017: Prism
- 2018: A Better Way (Kurzfilm)
- 2019: Connecting the Dots: The Story of Feeling Through (Dokumentar-Kurzfilm)
- 2020: Feeling Through